# Vägen till Gyllenblå
Vägen till Gyllenblå är ett barnprogram som hade premiär på Sveriges Televisions TV2 den 29 december 1985.

TV-seriens fem halvtimmesavsnitt skrevs av Roar Skolmen och regisserade av Leif Krantz. Serien visades i repris 1989. Den har även publicerats i SVT:s Öppet arkiv.

## Handling
Serien handlar om två barn, Fredrik och Cecilie, som försöker få tillbaka skrattet till planeten Gyllenblå, där skratt har förbjudits.

## Rollista
- Maria Tornlund – Cecilie
- Erik Lindgren – Fredrik
- Tuncel Kurtiz – doktor Krull
- Christina Carlwind – Jörgensen / Supernova
- Maria Hedborg – Karin / Epicykel [6]
- Sven Erik Vikström – Ratio Rasch
- Peder Falk – Foton
- Catharina Alinder – polis
- Bertil Nordström – polischef Lagerström / polis på Gyllenblå
- Liv Alsterlund – Galaxia
- Per Sandborgh – Kote
- Nils Eklund – läkare på Gyllenblå
- Benny Haag – Meteor
- Lennart Tollén – Eon
- Charlie Elvegård – Gyllenblå
- Kim Anderzon – Kubina
- Gunnel Fred – sköterska
- Guy Lundin – clown
- Maria Eriksson – clown
- Tom Fjoderfalk – clown
- Joan Dahlgren-Lundin – clown

## Musik
Musiken skrevs av Magnus Lind och Peter Jansson.